# حشرات نافعة

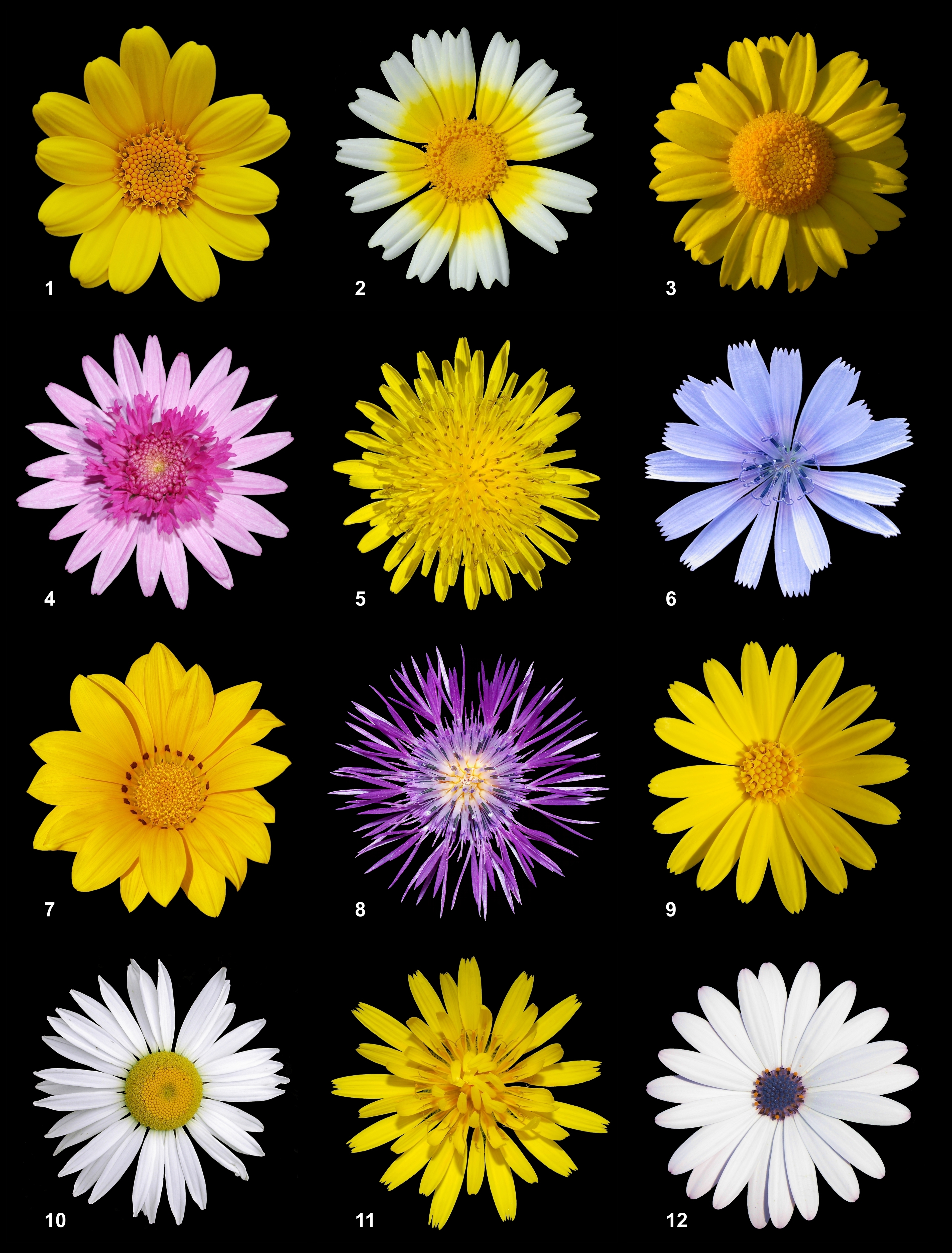
تجذب الكثير من النباتات التي تنتمي إلى الفصيلة النجمية الحشرات النافعة.

الحشرات النافعة تشمل أي نوع من أنواع الحشرات العديدة التي تقوم بخدمات قيمة مثل التلقيح ومكافحة الآفات. ومفهوم المنفعة هنا هو مفهوم ذاتي يتضح فقط في ضوء النتائج المرجوة من المنظور البشري. ففي مجال الزراعة والفلاحة، والتي يكون الهدف فيها هو زراعة محاصيل معينة، يتم تصنيف الحشرات التي تعيق عملية الإنتاج على أنها آفات، بينما تعتبر الحشرات التي تساعد في الإنتاج حشرات نافعة. وفي مجال البستنة وتنسيق الحدائق؛ تعد مكافحة الآفات وتكامل الموطن وجماليات «الحيوية الطبيعية» النتيجة المرجوة من الحشرات النافعة.
يعتبر تشجيع استخدام الحشرات النافعة، من خلال توفير الظروف المعيشية المناسبة، إستراتيجية لمكافحة الآفات وأحيانًا تستخدم في الزراعة العضوية أو البستنة العضوية أو المكافحة المتكاملة للآفات. تقوم الشركات المتخصصة في المكافحة البيولوجية للآفات ببيع أنواع عديدة من الحشرات النافعة، خاصة تلك المستخدمة في المناطق المغلقة مثل الدفيئات الزجاجية.

## أنواع الحشرات النافعة

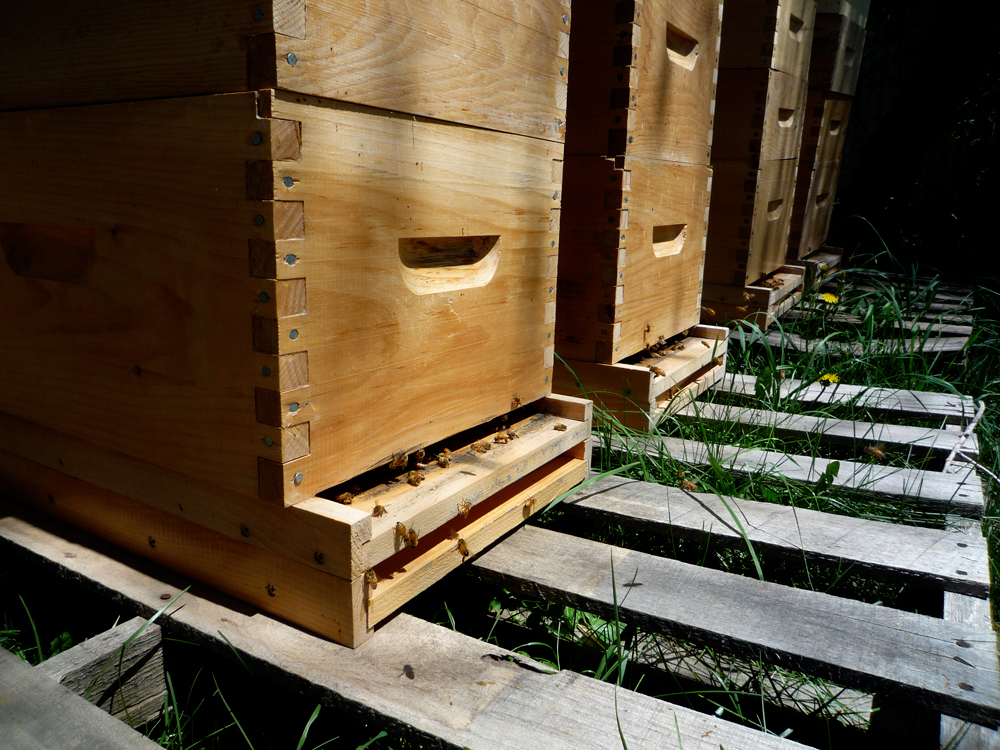
صناديق نحل في مزرعة عضوية

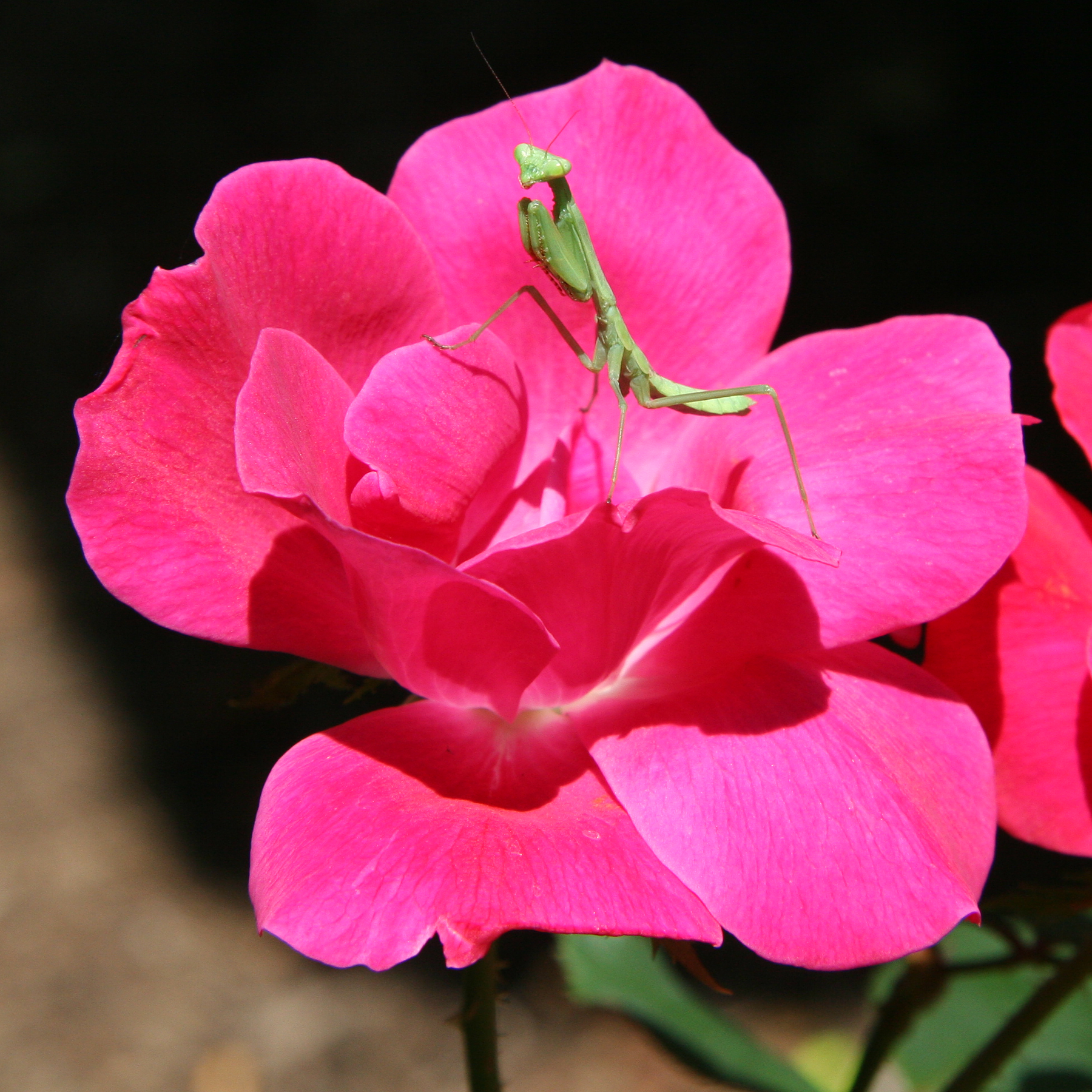
سرعوف أوروبي يطارد فريسة على ورد شجيري.

إن بعض أنواع النحل نافعة، مثل الملقحات، على الرغم من فاعليتها بشكل عام في تلقيح النباتات التي تنتمي إلى منطقة المنشأ نفسها فقط، مما يسهل عملية الإكثار وإنتاج الفاكهة لكثير من النباتات. بالإضافة إلى ذلك، فإن بعض أنواع النحل تكون مفترسة أو طفيلية فتقضي على الآفات. لا تقتصر هذه المجموعة على نحل العسل فقط، ولكنها تشمل أيضًا العديد من الأنواع الأخرى الأكثر كفاءة في عملية التلقيح. ينجذب النحل للعديد من النباتات المترافقة، خاصة بلسان النحل (bee balm) و قصعين الأنيق لنحل العسل، أو الفصيلة الخيمية مثل الخلة الشيطاني (queen anne's lace) و البقدونس، وذلك خاصة في حالة النحل المفترس.
يُعتقد أن الدعسوقيات مفيدة بشكل عام إذ إنها تأكل كميات كبيرة من المن و العث وغيرها من مفصليات الأرجل التي تتغذى على مختلف النباتات.
ومن الحشرات الأخرى المعروفة بكونها نافعة:
- بق القراصنة الصغير (Minute pirate bug)
- البق ذو العيون الكبيرة (Big eyed-bug)
- البق القاتل
- الحشرات الزرافية
- مدمر البق الدقيقي (Mealybug destroyer)
- الخنافس الجندية
- الحشرات الخضراء شبكية الجناح (Green lacewing)
- ذباب الزهور (Syrphid fly)
- الذباب التاشيني (Tachinid fly)
- الزنبور النمسي (Ichneumon wasp)
- زنبور الترايكوجراما (Trichogramma wasp)

## النباتات الجذابة
- تعد النباتات التي تنتمي إلى الفصيلة الخيمية والنجمية نباتات مترافقة ذات قيمة عامة.